# Адмирал флота (Португалия)
Адмирал флота (порт. Almirante da Armada) или Адмирал Португалии (порт. Almirante De Portugal) — высшее военно-морское звание в Военно-морских силах Португалии. Соответствует званию «Маршал Португалии» в СВ Португалии и в ВВС Португалии. Является «пятизвёздным» званием (по применяемой в НАТО кодировке — OF-10).
Следует за званием «Адмирал» и является высшим званием для военнослужащих Военно-морских сил. В широком смысле, Адмирал Португалии — название нескольких командных должностей в Вооружённых силах Португалии.

## История
Впервые звание Адмирал Королевства Португалия (порт. Almirante do Reino de Portugal) в должности командующего ВМС Португалии было создано Королём Португалии Динишом I Португальским в 1317 (или 1322) для генуэзского дворянина и морского офицера Мануэля Пессаньи (Эмануэле Пессаньо). Мануэль Пессанья был первым известным человеком, носившим титул Главный адмирал (порт. Almirante-mor) в качестве постоянной должности флота. Все галеры короля находились под его командованием. Условия титула Пессаньи предусматривали, что он должен постоянно содержать корпус из не менее 20 генуэзских морских офицеров и обязан служить королю на военной службе как на суше, так и на море.
Должность Главный адмирал стала наследственным титулом в роду Пессанья, перейдя последовательно через его сыновей Карлоса, Бертоломеу и Лансароте. После катастрофического обращения с португальским флотом при блокаде Севильи в 1369 году Лансароте Пессанья временно передал титул адмиралу Жуану Афонсу Телу де Менезешу, графу Барселушу, но позже был восстановлен королём Фернанду I Прекрасным. Затем титул перешел к сыновьям Лансароте Мануэлю II, а затем к Карлосу II, последнему из мужской линии. У Карлоса II не было наследников мужского пола, а только две дочери и племянница (Катарина, дочь его покойного брата Антонио, погибшего в сражении при Альжубарроте).
В 1433 году титул адмирала перешел в качестве приданого при браке Женевры Перейры (дочери Карлоса II Пессанья) к Педро де Менезешу. После смерти Менезеша в 1437 году титул перешел к его племяннику Лансароте да Кунья (младшему сыну другой дочери Карлоса II Пессаньи, Бритес Перейры), но де-факто эту должность исполнял муж Бритес, Руи де Мелло да Кунья. Руи де Мелло, умерший раньше своего сына, был назначен адмиралом де-юре в 1453 году.
После смерти Мелло в 1467 году титул перешел к Нуно Васу де Каштелу-Бранко, королевскому камергеру и сыну Катарины Пессанья, который, в свою очередь, передал титул своему собственному сыну Лопо Вас де Каштелу-Бранко в 1476 году. После измены и убийства Лопо Вас де Каштело Бранко, Жуан II Совершенный передал титул Педро де Альбукерке в 1483 году. Но сам Альбукерке ввязался в интриги и вскоре был лишен должности.
В 1485 году Жуан II вручил титул адмирала флота Лопо Вас де Азеведо, рыцарю Ависского ордена, и сделал его наследственным в семье Азеведо. Эта линия, потерявшая мужское потомство к 1646 г., по женской линии перешла к Луису де Португалу, графу Вимиозо, а затем, после его смерти в 1660 г., она перешла по женской линии к дому Кастро (графы Резенде).
Около 1373 г. (точная дата неизвестна) король учредил должность Капитан-майор флота (порт. Capitão-mor da frota), первоначально дополняющую должность, охватывающую командование alto-bordo (парусные корабли) флота, оставив адмиралу исключительно управление гребными галерами. Первым Капитан-майором был Гонсалу Тенрейро. Во время правления Жуана I Великого, Тенрейру сменил Афонсу Фуртадо де Мендонса (дата назначения неизвестна), а в 1423 году Альваро Вас де Алмада, граф Авранш. Письмо о назначении Авранша наделяло Капитан-майора более широкими полномочиями, охватывающие королевские галеры и замещающий традиционные полномочия Главного адмирала, тем самым предполагая, что к этому времени титул Адмирал стал чисто почетным, а де-факто высшим военно-морским титулом был Капитан-майор. Однако письмо о назначении Руи де Мелло да Кунья адмиралом в 1453 году временно восстановило полномочия Главного адмирала, включая корабли «альт-бордо». В 1460 г. адмирал был лишен юрисдикции над арраями (рыбацкими лодками), которые перешли к местным властям.
Титул Адмирал стал более конкретным с учреждением в 1502 году титула Адмирал Индии (порт. Almirante Da Índia), второго, отдельного португальского адмирала для Португальской Индии. Еще в 1492 году католические монархи Испании пожаловали Христофору Колумбу богато украшенный титул «Адмирал Океана и Моря». Очевидно, Король Мануэл I Счастливый считал, что если у испанцев плавает адмирал, то и у португальцев он наверняка должен быть. Так, в январе 1502 года, незадолго до отплытия 4-й Индийской армады, Мануэл I пожаловал капитану армады Васко да Гаме напыщенный титул «Адмирал морей Аравии, Персии, Индии и всего Востока» (порт. «Almirante dos mares de Arabia, Persia, India e de todo o Oriente» - или для краткости «Адмирал Индии»). Первоначальный титул «Адмирал» впоследствии стал называться Адмирал Лузитанского моря (порт. mar lusitano, или просто Адмирал Португалии). Титул Адмирала Индии оставался наследственным потомкам Гамы, графам Видигейра.

## Знаки различия
Погон адмирала флота выглядят следующим образом: четыре пятиконечные звёздочки располагаются в виде ромба.

## Галерея

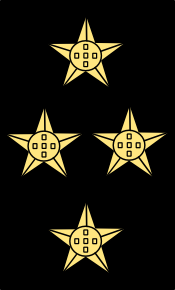
Погон
Нарукавные знаки различия
Штандарт